# Коновалов, Александр Григорьевич
Александр Григорьевич Коновалов (род. 18 апреля 1949) — лётчик-испытатель, Герой Российской Федерации (1997).

## Биография
Александр Коновалов родился 18 апреля 1949 года в городе Багратионовске Калининградской области. Получил среднее образование. В 1966 году Коновалов А. Г. поступил в Качинское высшее военное авиационное училище лётчиков, которое окончил в 1970 году. Проходил службу в строевой части истребительной авиации ВВС в ЮГВ (Венгрия) на аэродроме Тёкёль близ Будапешта. Занимал должности лётчика, командира звена, начальника штаба эскадрильи, заместителя командира эскадрильи. Летал на самолётах МиГ-21, УТИ МиГ-15 . Военный лётчик первого класса, лётчик-инструктор, инструктор парашютно-десантной подготовки. С 1975 по 1978 год проходил службу в Туркмении на аэродроме Мары-1. Летал на самолёте МиГ-23.. За время службы был награждён несколькими медалями. В 1979 г. в связи с переходом в Министерство авиационной промышленности был уволен из рядов Советской Армии в запас в звании майора. С этого же года начал обучение в Школе лётчиков-испытателей МАП СССР в городе Жуковском Московской области, которую окончил в 1980 году..
С 1980 по 2005 год работал на ОАО "Нижегородский авиастроительный завод «Сокол» в должностях: лётчик-испытатель (1 класса), старший лётчик-испытатель-инструктор, заместитель начальника лётно-испытательной станции. В 1981 году покинул разрушающийся самолёт МиГ-25РБ в катапультном кресле КМ-1 в условиях интенсивного вращения вокруг продольной и вертикальной осей на высоте 18000 метров и М=2,6 (2,6 скорости звука), что является уникальным случаем в мировой практике. С 1993 г. по 2001 г. выполнял воздушный показ самолётов МиГ-2193 и М-101Т «Гжель» на аэрокосмических салонах в Российской Федерации, Чехии, Франции, Объединённых Арабских Эмиратах. Всего за годы лётной работы налетал более 5000 часов и освоил 28 различных типов самолётов: «Л-29», «Л-39», «МиГ-15», «МиГ-21», «МиГ-2193», «МиГ-23», «МиГ-25», «МиГ-29», «МиГ-31», «Су-15», «Су-17», «Ан-2», «Ан-12», «Ан-24», «Ан-26», «Ан-28», «Ан-30», «Як-28», «Як-40», «Як-130», «Ил-18», «Ил-76», «Ту-124», «Аккорд», «Аккорд-201», «МАИ-890», «СМ-92», «М-101Т».
В 1982 г. награждён орденом «Знак Почёта». Указом Президента Российской Федерации от 7 августа 1997 года за «мужество и героизм, проявленные при испытании специальной авиационной техники» Александр Коновалов был удостоен высокого звания Героя Российской Федерации с вручением Медали «Золотая Звезда»..
С 2005 по 2007 год работал в авиакомпании «Авиа Менеджмент Груп» старшим пилотом — инструктором лётно-методического отдела. Базирование авиакомпании — аэропорт Быково. Тип воздушного судна — М-101Т «Гжель».
В настоящее время проживает в Нижнем Новгороде..